# Габбиани, Антон Доменико
Антон (Антонио) Доменико Габбиани (итал. Anton Domenico Gabbiani; 13 февраля 1652, Флоренция — 22 ноября 1726, Флоренция) — итальянский живописец и художник-декоратор, мастер оформления интерьеров дворцов и церквей периода позднего барокко. На творчество художника оказали влияние живописцы Пьетро да Кортона и Карло Маратта. Габбиани стал их последователем, поэтому его называли одним из «Cortoneschi», последователей Кортоны.

## Биография
Габбиани учился рисунку и живописи у Юстуса Сустерманса во Флоренции, затем работал в мастерской Винченцо Дандини. В мае 1673 года Антонио Габбиани переехал в Рим, где поступил учеником в мастерскую скульптора Эрколе Феррата, сотрудника знаменитого Джованни Лоренцо Бернини. Мастерскую Эрколе Ферраты называли «Академией Феррата». Габбиани занимался там под руководством Чиро Ферри и считался лучшим среди флорентийских учеников в Риме.
В 1678—1679 годах Антонио Габбиани совершил поездку в Венецию, где работал в мастерской Себастьяно Бомбелли.
В 1680 году он вернулся во Флоренцию, писал портреты придворных дома Медичи, фрески в церквях и частных домах под патронатом великого принца Тосканского Фердинандо, сына великого герцога Козимо III Медичи. В лице Фердинандо Медичи Габбиани нашёл влиятельного покровителя. Он написал портрет своего покровителя в окружении музыкантов (ок. 1685, Палаццо Питти). Создал фреску «Апофеоз Козимо Старого» (Apoteosi di Cosimo il Vecchio, 1698) на потолке одного из залов виллы Медичи в Поджо-а-Кайано.
Одной из важных среди ранних работ художника была роспись «Святой Франсис де Саль во Славе» (1685) для базилики Санти-Апостоли во Флоренции. В этом произведении видно влияние мастера римского барокко Карло Маратты. В 1684 году Габбиани написал фреску «Благовещение» для флорентийского Палаццо Питти.
Одной из картин, выполненных для Фердинандо Медичи, был портрет его сестры, Анны Марии Луизы Медичи (1685, Палаццо Питти). В этот период Габбиани также написал портретную группу «Три музыканта и Фердинандо» (Флоренция, Палаццо Питти) и «Группу Придворных музыкантов» (1685—1690, Флоренция, Уффици). Оформлял интерьеры Палаццо Корсини аль Парионе и Палаццо Драгоманни во Флоренции.
Шедевром Габбиани считаются его фрески на потолке Палаццины (малого дворца) делла Меридиана (Palazzina della Meridiana) в Садах Боболи Палаццо Питти, прежде всего в «Sala Meridiana». Композиция посвящена связям искусства и науки. «Зал меридианы», как и сам дворец, был так назван, потому что Габбиани включил в него линию меридиана (металлическая полоса по полу и стене), с помощью которой можно было определять время, отмечая место падения солнечного луча в полдень через отверстие в потолке. Сейчас это отверстие закрыто.
Последнее произведение — фреска «Пир богов», написанная на плафоне зала Палаццо Инконтри во Флоренции, на улице Виа деи Пуччи. Во время выполнения этой работы художник погиб, упав со строительных лесов.
Захоронение и эпитафия Антонио Габбиани находятся в церкви Сан-Феличе в двух шагах от Палаццо Питти.
Среди учеников Антонио Габбиани были Бенедетто Лути, Томмазо Реди, Игнацио Хагфорд и другие.

## Галерея

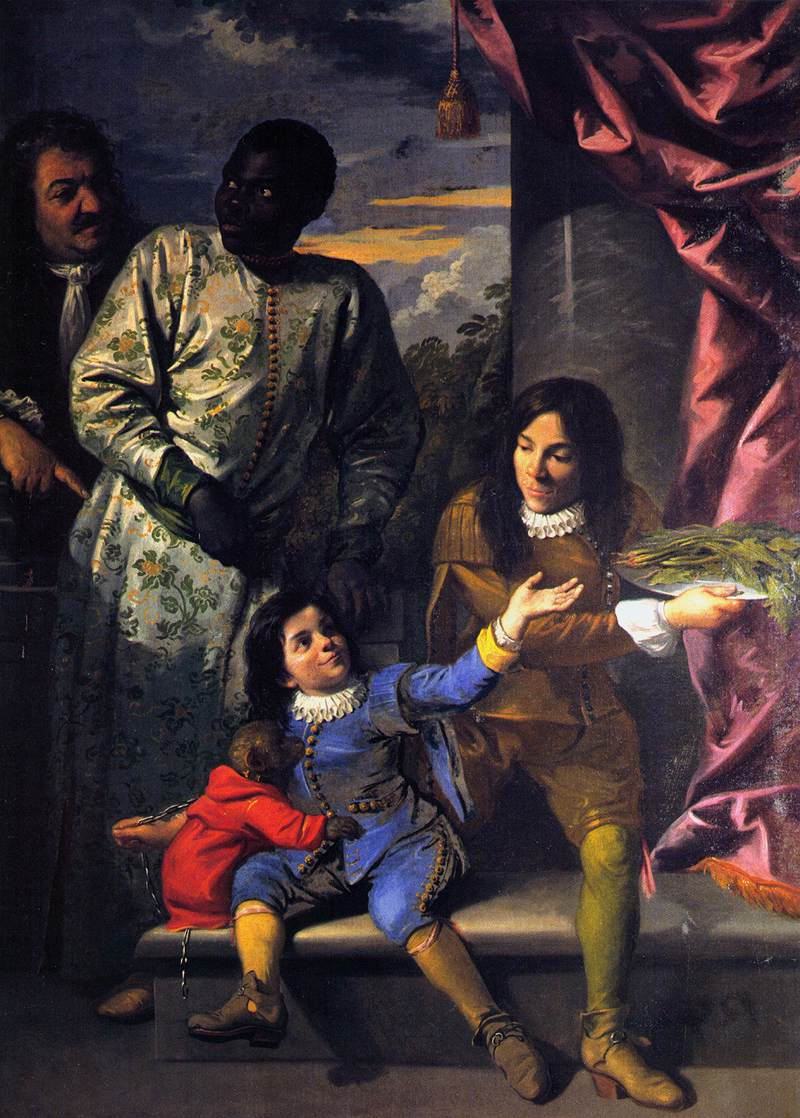
Портрет четырёх слуг двора Медичи. Ок. 1684. Холст, масло. Палаццо Питти, Флоренция
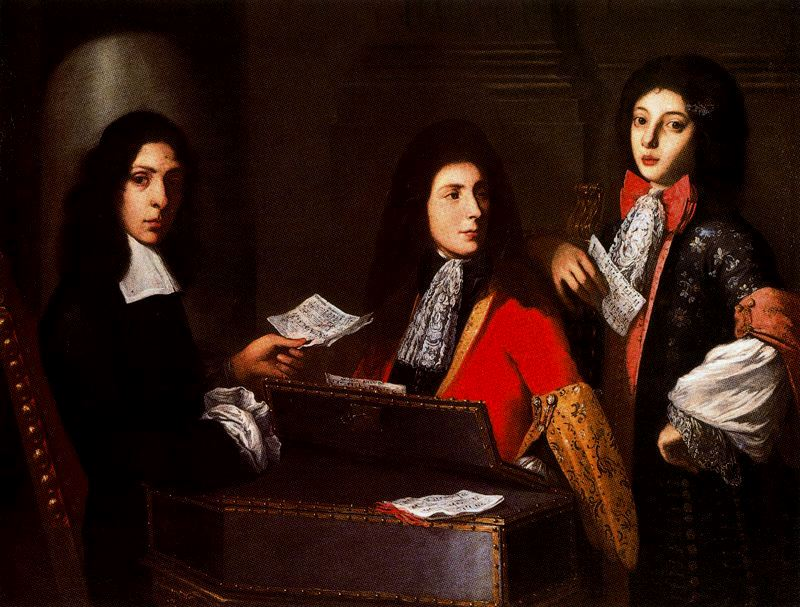
Портрет музыкантов двора Медичи. 1685. Холст, масло. Палаццо Питти, Флоренция
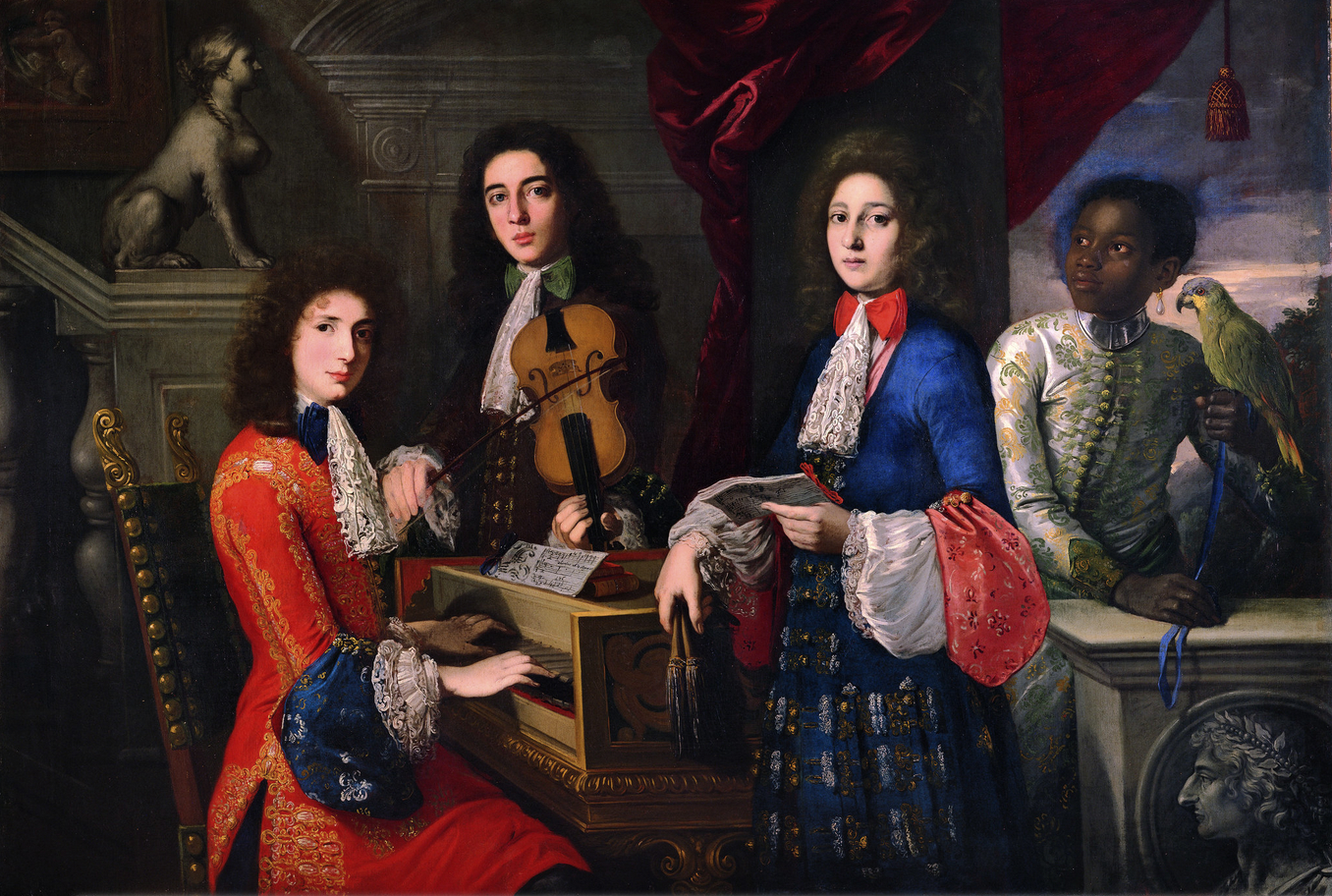
Портрет трёх музыкантов двора Медичи. Ок. 1687. Холст, масло. Галерея Академии, Флоренция
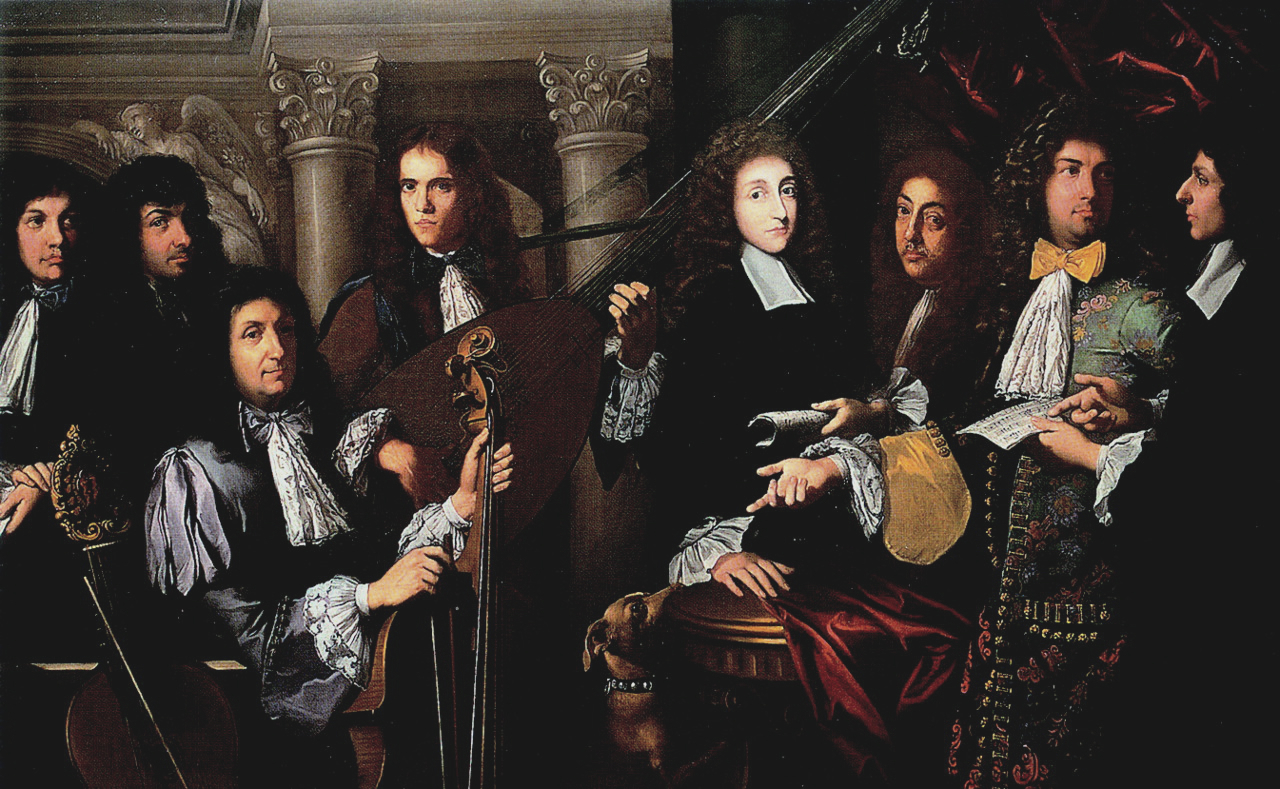
Портрет принца Фердинандо Медичи в окружении музыкантов. Ок. 1685. Холст, масло. Палаццо Питти, Флоренция
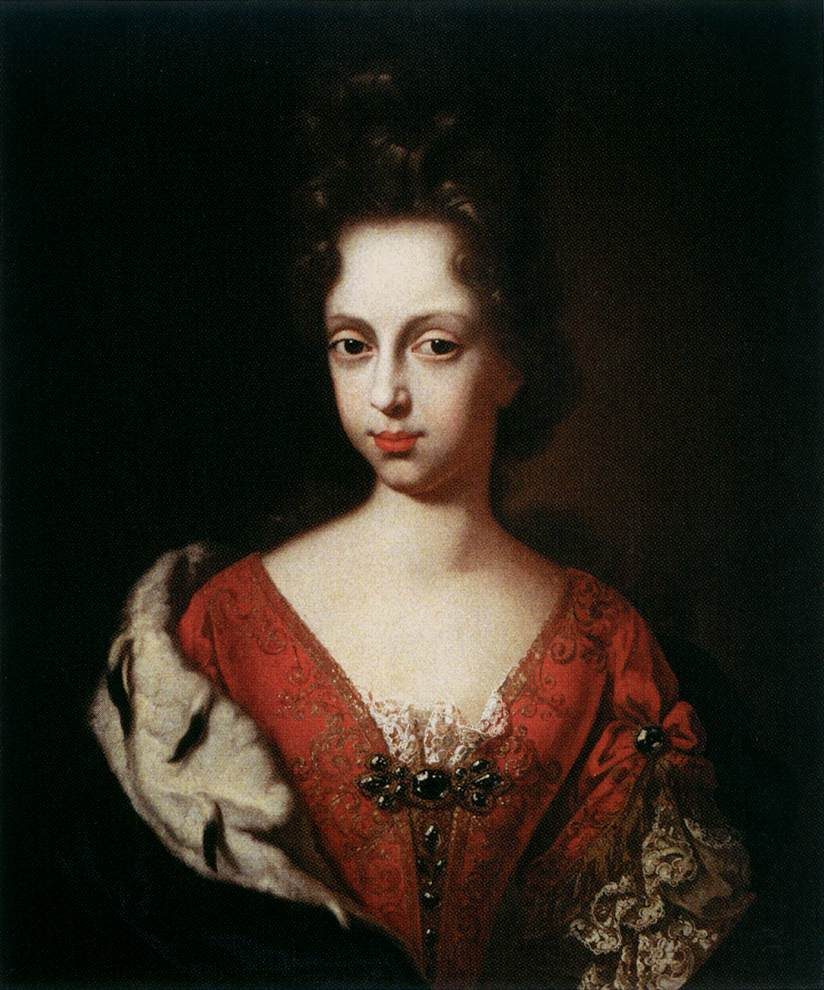
Aнна Мария Луиза Медичи в молодости. Ок. 1685. Холст, масло. Палаццо Питти, Флоренция
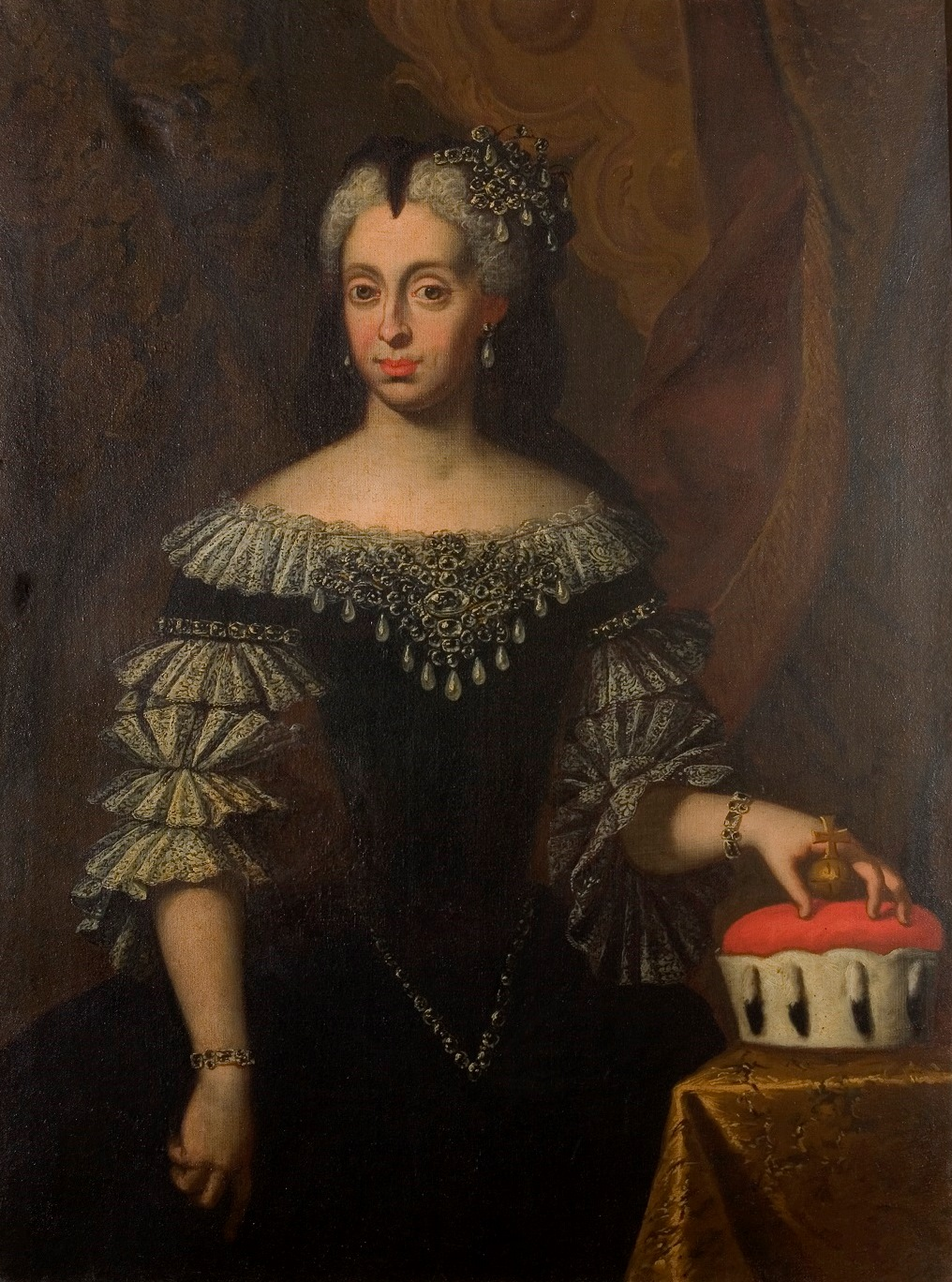
Анна Мария Луиза Медичи, принцесса Палатинская. 1685. Холст, масло. Палаццо Питти, Флоренция
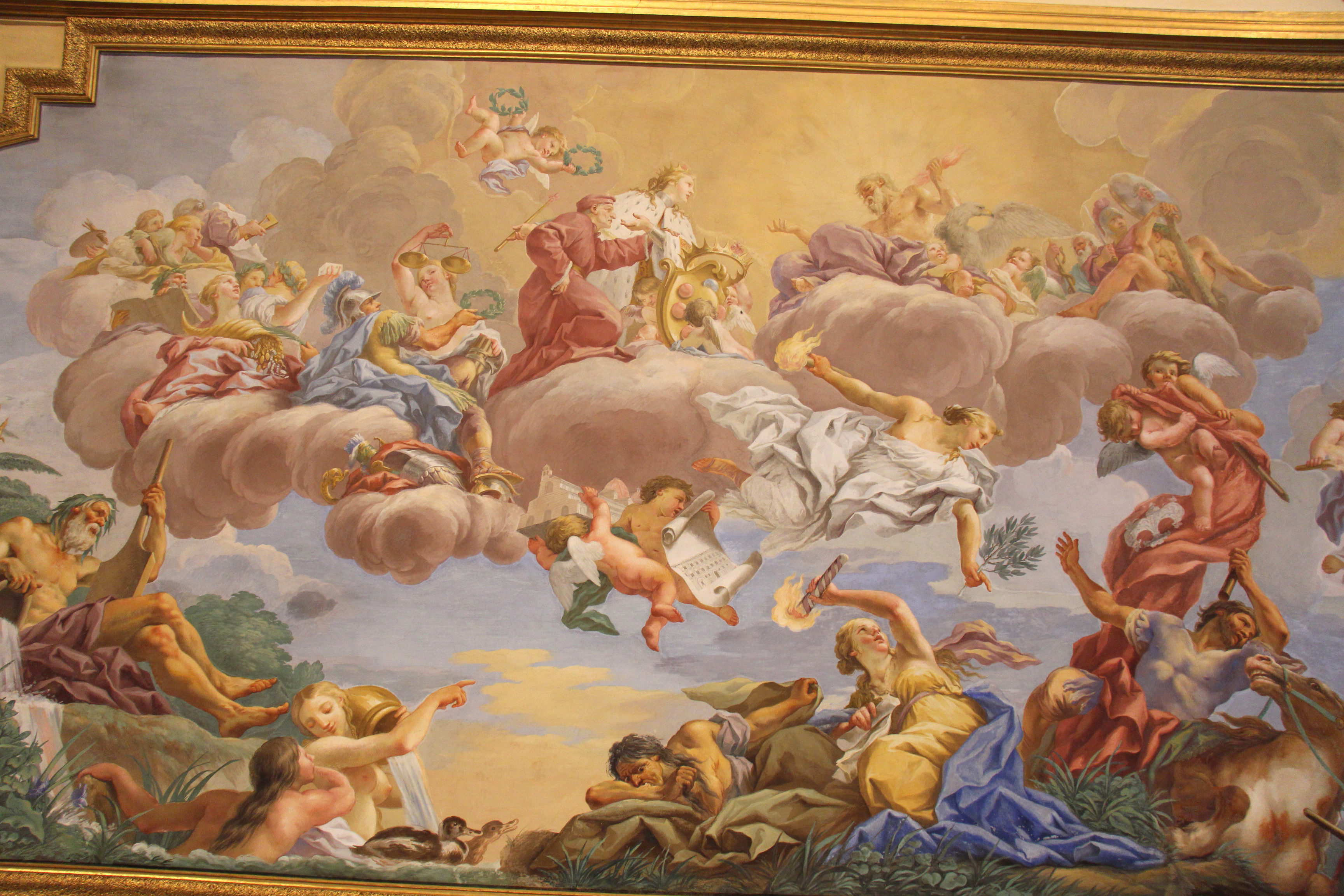
Апофеоз Козимо Старого. 1698. Фреска плафона виллы Медичи, Поджо-а-Кайано
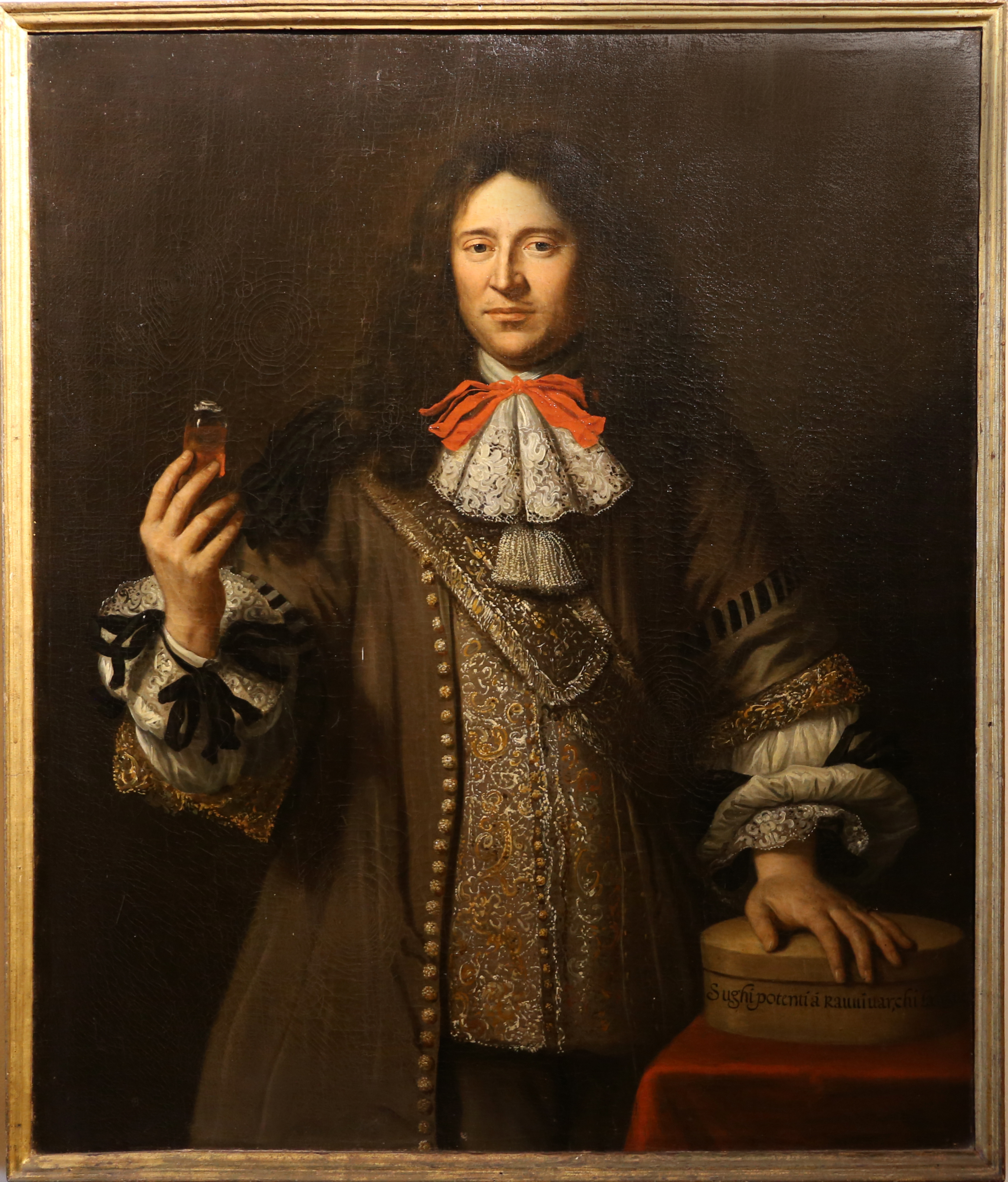
Портрет придворного медика. Ок. 1690. Холст, масло. Муниципальный музей, Монтепульчано